# 유진 파마
유진 파마(영어: Eugene Fama, 1939년 2월 14일 ~ )는 미국의 경제학자로 금융 경제학 분야를 전공한다. 현재 시카고 대학교 금융학 교수로 재직 중이다. 그는 2013년 노벨 경제학상을 라스 피터 한센, 로버트 쉴러와 공동으로 수상했다.

## 생애
유진 파마는 1939년 미국 보스턴에서 태어났다. 1960년 터프츠 대학교에서 로망스어군을 전공하여 마그나 쿰 라우데급의 우수한 성적으로 학사 학위를 받았고, 시카고 대학교 부스 경영대학원에서 M.B.A.(경영학 석사) 학위 및 경제학과 금융학 박사 학위를 받았다. 그의 박사과정 지도교수는 노벨 경제학상을 수상한 머턴 밀러와 해리 로버츠였다.

## 업적
유진 파마는 효율적 시장 가설의 아버지로 불리는 사람이며, '시장의 모든 정보는 즉각 가격에 반영된다'라는 명제로 유명하다. 지수만을 따르는 인덱스 펀드 시장이 만들어진 논리적인 기초를 제공한다.